# Маг Киренски
Маг од Кирене (грч. Μάγας της Κυρήνης, пре 317—250. п. н. е.) је био краљ Кирене од 276. п. н. е. до 250. п. н. е. Успео је да постигне независност од Птолемејског Египта.

## Син Беренике
Син је Беренике I и њенога првога супруга, ситнога племића Филипа. Његова сестра Антигона била је касније супруга Пира од Епира. Магасова мајка Береника касније је постала краљица Египта и супруга Птолемеја Сотера. Береникин син Птолемеј II Филаделф постао је египатски краљ након очеве смрти. Магасови најближи рођаци, тј. браћа и сестре по мајци, били су Птолемеј II Филаделф, Арсиноја II и Филотера, а њих је Береника родила у браку са Птолемејем Сотером.

## Угушио побуну
Након Антигонове смрти 301. п. н. е. Магас угушио је побуну у Киренаици. Побуна је до тада трајала пет година. Береника је поставила Магаса да управља Киренаиком у име Птолемејског Египта. Након смрти Птолемеја Сотера Магас је неколико пута покушавао да постигне независност од Египта.

## Краљ Кирене
Постигао је независност 276. п. н. е. и тада је постао краљ Кирене. Ојачао је везе са главним непријатељем Египта, Селеукидским царством. Магас се 275. п. н. е. оженио са Апаме II, ћерком селеукидскога краља Антиоха I Сотера и Стратонике I. Магас је са њом био у сродству. Тај брак имао је и политичке мотиве. Антиох I Сотер је створио политички савез са Магасом са циљем да нападне Египат. Први сиријски рат између Египта и Селеукидскога царства трајао је од 274. п. н. е. до 271. п. н. е. Током 274. п. н. е. Антиох је напао Палестину, а Магас је напао Египат са запада. Магас је са својом војском дошао до близу Александрије, а онда је морао да се враћа у Киренаику због побуне. За време његовога одсуства побунило се једно номадско племе. Птолемеј II је успео да победи и Антиоха, па се Египат спасио непосредних опасности.
Магасу се око 270. п. н. е. родила ћерка Береника II, која је била његово једино дете. Током 250. п. н. е. Магас и Апаме II заручили су Беренику за њенога рођака Птолемеја III Еуергета. Циљ му је био да тим браком прекине свађе са Египтом.

## Смрт и последице
Умро је 250. или 249. п. н. е. Након Магасове смрти Апаме II раскинула је Береникину веридбу за Птолемеја III Еуергета. Беренику II је удала за ујака Деметрија Лепога са циљем да заштити Киренаику од египатске инвазије. Међутим Апаме II је постала љубавница Деметрија Лепога, па га је Береника убила и након тога отишла у Египат, где се удала за Птолемеја III Еуергета. Киренаика је поново постала саставни део Египта.